# Turismo em Macau

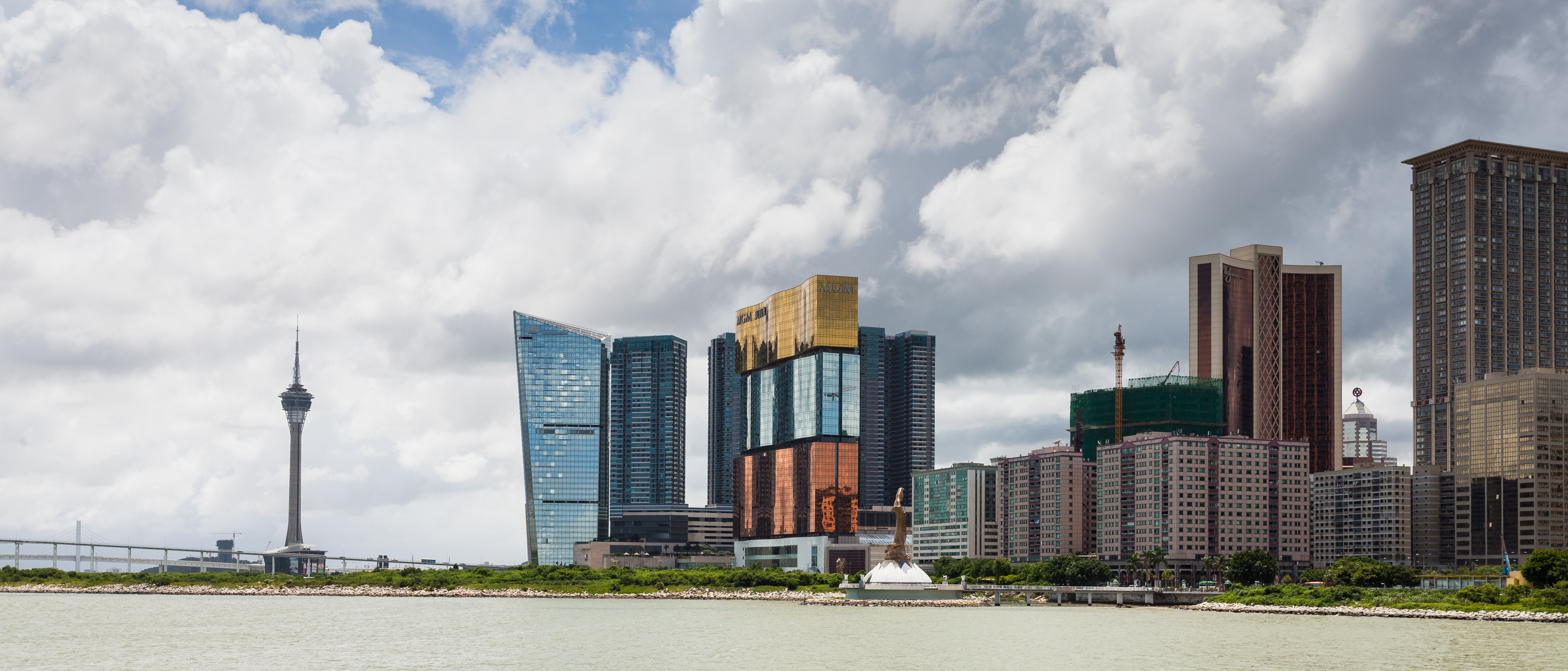
Vista dos casinos

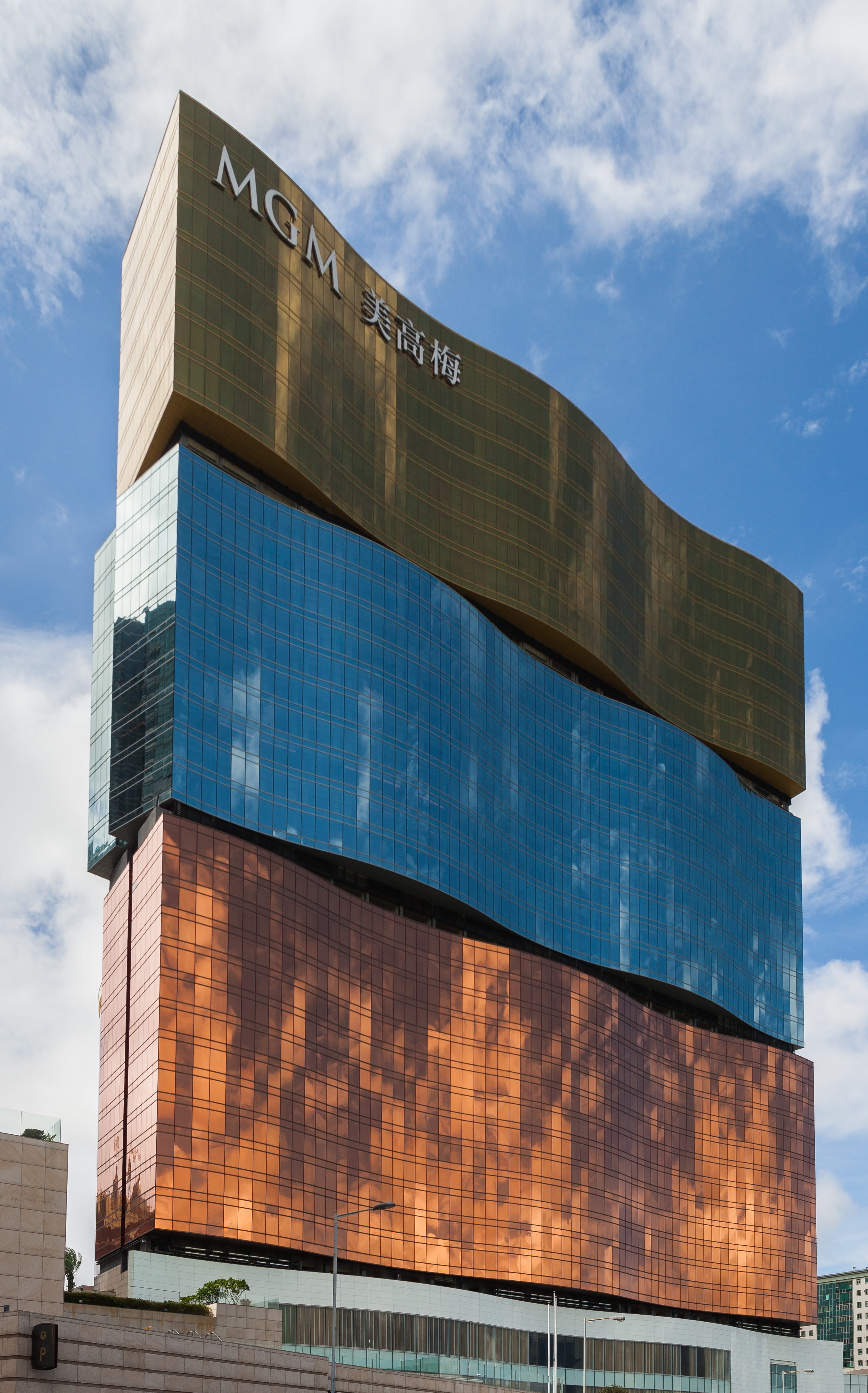
MGM Grand

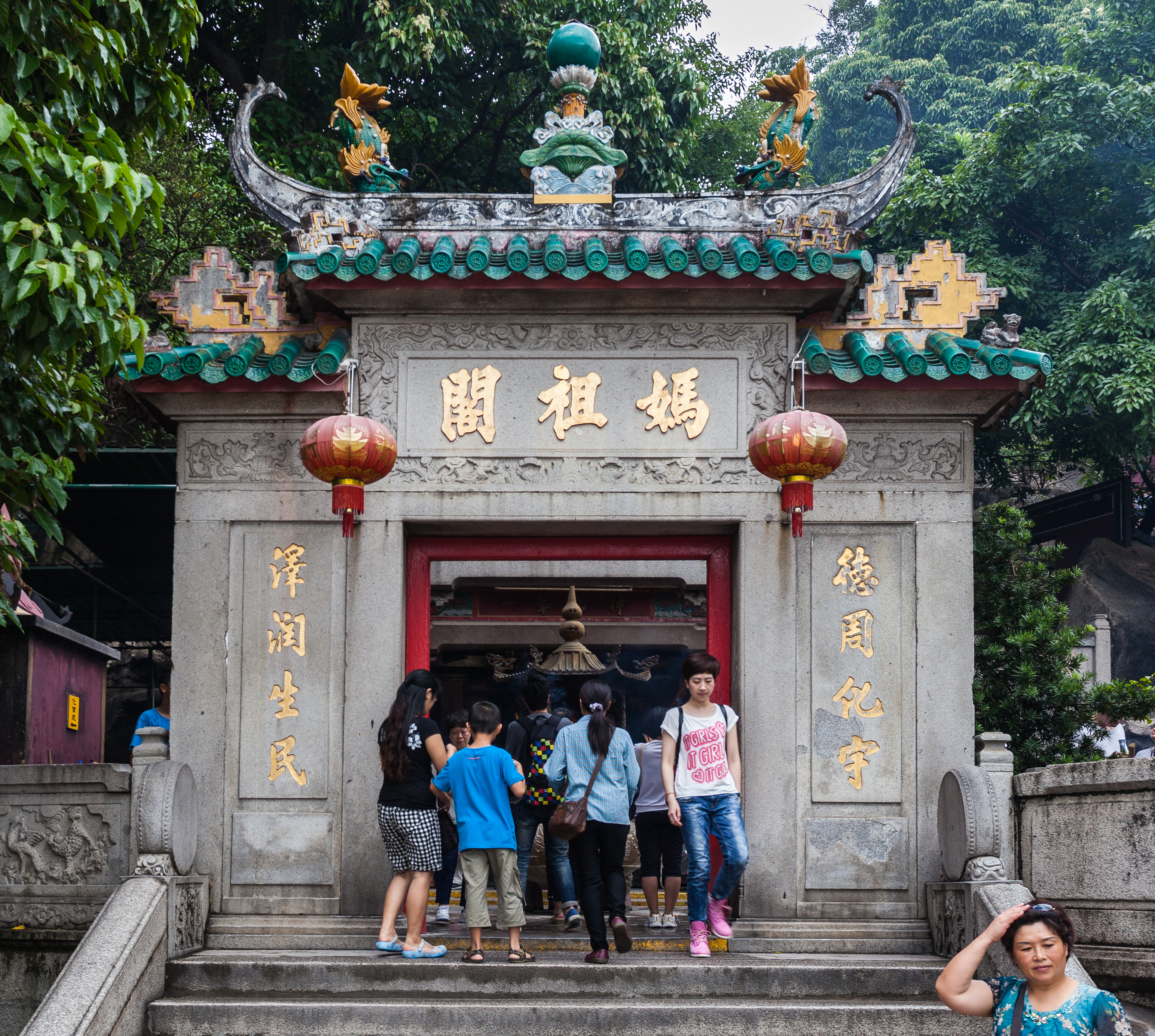
Templo A-Má

Macau está localizado na costa Meridional da República Popular da China é uma região administrativa do país.

## Jogos de Azar
Macau é bem conhecida pela sua indústria de jogos de azar. Ela atrai muitas pessoas para ir lá em cada ano.Além da indústria de jogo e casino, ele também tem um histórico de profundidade. Macau era administrado por Portugal em 1631. Depois de Macau regressou à China, muitos turistas viajam para Macau. No início, a maioria dos turistas eram provenientes de Hong Kong. No entanto, depois que o governo da China havia publicado a liberalização das políticas de viagem, um grande número de turistas do continente foram, desde então, o número de turistas teve em seguida, começou a subir. A maioria dos visitantes gostam de ir aos locais turísticos bem conhecidos, como a Praça do Senado , Templo A-Ma e Ruínas de S. Paulo . Desde Macau é um lugar pequeno, pois muitos turistas pode causar problemas para os moradores que é que faz com que os lugares muito lotados. Não só aqueles do continente povo chinês está interessado em esses lugares, mas também atrai turistas de muitos países estrangeiros diferentes. Além disso, desde o desenvolvimento de Macau é muito perto do continente, como resultado, o governo chinês colocou um grande esforço para construir um novo Macau.Governo chinês está construindo a indústria do turismo e outras atividades de lazer, a fim de tornar o valor de Macau cresceu mais para a frente.

## Clima e vestuário
O clima em Macau é o grau de clima temperado em um ano. A temperatura é de cerca de 20 °C (68 °F) e intervalos de 16 °C (50 °F) e 25 °C (77 °F). A melhor época para ir para Macau é de cerca de outubro a dezembro. Os visitantes podem trazer algumas roupas casuais e portáteis durante o tempo de viagem. Se no período de inverno, os visitantes podem trazer um casaco ou jaqueta. O tempo em Macau é estável.